# Danmarks Nationalbank

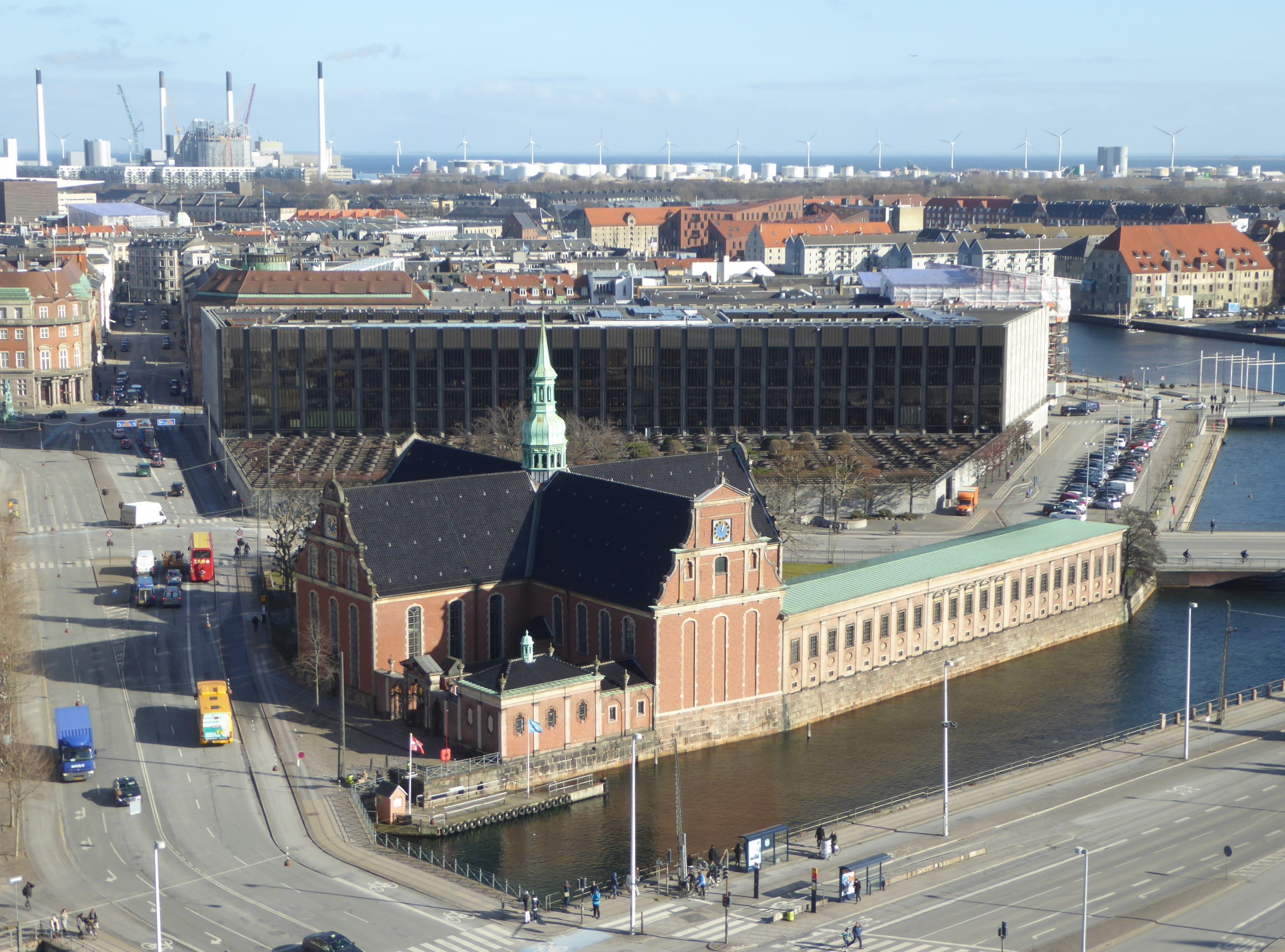
Het hoofdkantoor gezien vanuit Christiansborg.

Danmarks Nationalbank is de centrale bank van Denemarken.

## Voorgeschiedenis
Na de Britse aanval op Kopenhagen in 1807 raakte het land onder Franse invloed. De buitenlandse handel stortte in waardoor de inkomsten sterk terugliepen. Op hetzelfde moment namen de oorlogsuitgaven sterk toe en koning Frederik VI liet veel geld drukken. De inflatie nam sterk toe tot 300% in 1813 en het vertrouwen in het papiergeld nam sterk af. De noodzaak voor verbetering was groot en in dit kader werd Danmarks Nationalbank opgericht in 1818.

## Geschiedenis
Bij de oprichting kreeg Danmarks Nationalbank een monopolie op de uitgifte van bankbiljetten en is onafhankelijk van de overheid.
De bank had aanvankelijk ook gewone banktaken, maar door de opkomst van andere banken in het land werden de normale bankzaken overgenomen. De focus van Danmarks Nationalbank verschoof naar centrale bank taken zoals de zorg voor de financiële stabiliteit.
In 1873 werd de rigsdaler vervangen door de Deense kroon als de Deense munteenheid. Eén rigsdaler was gelijk aan twee kronen en verder werd een nieuw decimaal muntstelsel ingevoerd van kronen en øre, waarbij 1 kroon gelijk is aan 100 øre. In 1871 ging Duitsland over naar de gouden standaard. Engeland had deze al eerder ingevoerd en omdat deze twee landen zeer belangrijke handelspartners waren, besloot Denemarken ook de gouden standaard in te voeren.
In 1876-1878 brak een bankencrisis uit. In de periode van hoogconjunctuur vóór de crisis hadden verschillende spaarbanken zich gewaagd aan risicovolle zaken. Toen de economische crisis uitbrak, trokken spaarders hun geld terug en moesten de banken geld lenen bij Danmarks Nationalbank. Enkele banken gingen failliet en andere leden zware verliezen. Met de Spaarbankenwet 1880 werd het toezicht ingesteld op het bankwezen, een nieuwe taak voor de Danmarks Nationalbank.
In 1931 besloot de centrale bank niet langer kronen in te wisselen voor goud, dit betekende het einde van de gouden standaard.
In 1936 werd de wet veranderd. De structuur van de bank werd gewijzigd van een naamloze vennootschap in een autonoom instituut met de Deense overheid als enige aandeelhouder. In de wet werd de organisatiestructuur van de bank verduidelijkt. Deze wet is nog altijd, met minimale aanpassingen, van kracht.
In aanloop op de Tweede Wereldoorlog wilde Denemarken neutraal blijven. Er was twijfel of het zou slagen en in de maanden voorafgaand aan de Duitse inval op 9 april 1940 werd zo'n 40% van de goudvoorraad in het geheim naar de Verenigde Staten overgebracht. Na de oorlog is het goud gerepatrieerd, maar in 1951 werd vanwege de Koude Oorlog wederom het grootste deel van het goud naar het buitenland verplaatst, dit keer vooral naar New York en Londen. Tegenwoordig ligt het grootste deel van het goud van Danmarks Nationalbank in de kuizen van de Bank of England in Londen. Per jaareinde 2023 had de Danmarks Nationalbank 66,5 ton goud.
Direct na de Tweede Wereldoorlog deed Denemarken mee met de afspraken van Bretton Woods. De waarde van de kroon werd gekoppeld aan die van de Amerikaanse dollar. Dit systeem van vaste wisselkoersen bleef tot de begin jaren 70 van kracht. Hier kwam het Europees Wisselkoersmechanisme voor in de plaats waar Denemarken zich aan committeerde.
In 1975 ging de Royal Danish Mint over van de regering naar de Nationalbank. Het alleenrecht om munten te slaan lag altijd bij de koning en later bij de Deense regering, maar in 1975 kwam deze verantwoordelijkheid bij de Nationalbank te liggen. De munten werden tot 2016 door de bank zelf geslagen, maar nadien is de productie aan derden uitbesteed.
De bank is in 1999 onderdeel geworden van de Europese Centrale Bank en behoort tot het Europees Stelsel van Centrale Banken.

De centrale wisselkoers is vastgesteld op DKK 7,46038 voor een euro en de waarde kan hier maximaal 2,25% naar boven of naar beneden van afwijken. De rente is het belangrijkste instrument van de Nationalbank om dit te bewerkstelligen.
Denemarken behoort tot het non-eurosysteem van de ESCB.
Deense bankbiljetten werden tot eind 2016 gedrukt door Danmarks Nationalbank's Banknote Printing Works. Om kosten te besparen werd het drukwerk daarna uitbesteed.

## Kerntaken
De kerntaak is de zorg voor financiële stabiliteit, door:
- te zorgen voor interne prijsstabiliteit ofwel lage inflatie en een stabiele wisselkoers;
- een soepele, betrouwbare en efficiënte afwikkeling van het betalingsverkeer te bewerkstelligen;
- erop toe te zien dat banken voldoende vermogen hebben om aan hun verplichtingen te voldoen en een solide en integere bedrijfsvoering hebben.

De dagelijkse leiding van de bank is in handen van drie governors. De voorzitter wordt door de regering benoemd en de andere twee door de Board of Directors. Per 31 december 2023 telde de bank 487 voltijdsmedewerkers.
Het hoofdkantoor ligt in het centrum van Kopenhagen. Het gebouw is een ontwerp van architect Arne Jacobsen en wordt van 2023 tot 2029 gerenoveerd.